# Яманов, Алексей Александрович
Алексей Александрович Яманов (14 марта 1898 года, Астрахань — 9 мая 1964 года, Москва) — советский военный деятель, Генерал-майор (1943 год).

## Начальная биография
Алексей Александрович Яманов родился 14 марта 1898 года в Астрахани.

## Военная служба

### Первая мировая и гражданская войны
С сентября 1915 года служил в рядах Русской императорской армии. В 1916 году закончил 1-ю Тифлисскую школу прапорщиков. В чине поручика принимал участие в Первой мировой войне на Румынском фронте на должностях командира роты и адъютанта полка. В январе 1918 года был демобилизован.
С января 1919 года служил в рядах РККА. Принимал участие в боях на фронтах Гражданской войны. Был назначен на должность командира 1-го пехотного запасного батальона при Астраханском губернском военкомате. С мая того же года служил во 2-й бригаде 34-й стрелковой дивизии, где исполнял должности командира батальона 303-го стрелкового полка, помощника начальника штаба бригады по административной части и помощника начальника штаба по оперативной части. Бригада принимала участие в боях против войск под командованием генерала Деникина в районах Ханская Ставка, Красный Кут и Астрахань. В июле 1919 года бригада была включена в состав 32-й стрелковой дивизии 10-й армии. В декабре 1919 года был назначен на должность младшего помощника по оперативной части начальника штаба дивизии, а с декабря 1919 по сентябрь 1920 года одновременно временно исполнял должность начальника штаба 94-й стрелковой бригады этой дивизии, в составе которой принимал участие в боях под Царицыном, наступлении войск Юго-Восточного фронта осенью 1919 года, освобождении станицы Усть-Медведицкая и форсировании Дона, а затем в овладении станиц Морозовская, Чертковская, Николаевская, Платовская, Новоманычская, Кавказская, Удобная, Надёжная, Передовая. В 1920 году, находясь на должности командира отряда, участвовал в Бакинской операции, подавлении антисоветского восстания в Дагестане и Астраханской губернии, в январе 1921 года был назначен на должность помощника начальника штаба войск Дагестанской группы.

### Межвоенное время
С июля 1921 года Яманов служил в 94-й отдельной стрелковой бригаде, где временно исполнял должность начальника штаба, а также адъютантом оперативной части и помощником начальника штаба бригады. С сентября 1921 года был помощником начальника штаба и временно исполнял должность командира 80-й стрелковой бригады (27-я стрелковая дивизия) и одновременно был начальником гарнизона Царицына. Затем исполнял должность помощника командира 240-го Тверского полка. С мая 1922 года был мобилизационным работником мобилизационного округа Западного фронта, с июня — резервистом 80-го стрелкового Петроградского полка.
С августа 1922 года проходил обучение в группе тактики Московской высшей военно-педагогической школы, по её окончании в августе 1924 года был назначен на должность преподавателя тактики, а затем главного руководителя военно-политического цикла 17-й Владикавказской пехотной школы.
С октября 1928 года служил на Иркутских краткосрочных курсах по подготовке комсостава пехоты запаса на должностях начальника учебной части, временно исполнял должности начальника учебного отдела и начальника курсов, а затем был назначен на должность начальника штаба курсов. С марта 1933 года служил на должности начальника штаба, а затем — на должность коменданта Нижнеамурского укреплённого района 2-й Отдельной Краснознаменной армии.
В июле 1938 года Алексей Александрович Яманов был уволен из РККА и находился под следствием, но в июле 1939 года был освобождён в связи с прекращением дела, восстановлен в кадрах РККА и назначен начальником штаба 34-й стрелковой дивизии. В декабре 1940 года был назначен на должность начальника штаба 137-й стрелковой дивизии Московского военного округа.

### Великая Отечественная война
С началом Великой Отечественной войны дивизия принимала участие в Смоленском сражении, Орловско-Брянской, Тульской оборонительной и Елецкой операциях.
В феврале 1942 года Яманов был назначен на должность коменданта Тульского УР, а в мае 1944 года — на должность командира 329-й стрелковой дивизии, которая принимала участие в прорыве обороны противника западнее Луцк, а также форсировании реки Западный Буг. В июле 1944 года Яманов был назначен на должность командира 21-го стрелкового корпуса, принимавшего участие в Львовско-Сандомирской, Сандомирско-Силезской и Нижнесилезской операциях. Корпус под командованием Яманова после форсирования Одера северо-западнее Бреслау прорвал укреплённую оборону противника и за четыре дня прошёл около 60 км и овладел городами Нейштедтель, Грюнберг и Нейзальц, за что Яманов был награждён орденами Суворова 2 степени и Красного Знамени.
В апреле 1945 года корпус принимал участие в завершении ликвидации окруженного гарнизона города Глогау. В ходе Берлинской операции Яманов умело командовал корпусом при прорыве обороны противника на реке Нейсе, овладении города Котбус и до 2 мая участвовал в разгроме юго-восточной группировки противника, за что был награждён орденом Кутузова 2-й степени. В мае корпус под командованием Яманова принимал участие в Пражской операции и в районе города Слани завершил боевую деятельность. В июле 1945 года корпус был расформирован, а Яманов был направлен на Забайкальский фронт, где принял участие в советско-японской войне. Воздушный десант под командованием Яманова захватил порт Далянь, за что сам Яманов был награждён орденом Кутузова 2-й степени.

### Послевоенная карьера
31 августа 1945 года Яманов был назначен на должность коменданта города и порта Дальний, а в декабре 1945 года — на должность начальника 2-го Куйбышевского пехотного училища. В сентябре 1946 года в связи с расформированием училища Яманов был прикомандирован к Военной академии имени М. В. Фрунзе, где был назначен на должность преподавателя, с ноября 1947 года исполнял должность старшего преподавателя по оперативно-тактической подготовке, он же был тактическим руководителем учебной группы основного факультета, в октябре 1949 года был назначен на должность заместителя начальника кафедры общей тактики, в январе 1955 года — на должность начальника кафедры службы штабов, а в ноябре — на должность ученого секретаря Ученого совета академии.
В мае 1957 года генерал-майор Алексей Александрович Яманов вышел в отставку. Умер 9 мая 1964 года в Москве.

## Награды
- Орден Ленина;
- Два ордена Красного Знамени;
- Орден Богдана Хмельницкого 1 степени;
- Орден Суворова 2 степени;
- Два ордена Кутузова 2 степени;
- Медаль «XX лет Рабоче-Крестьянской Красной Армии»;
- Медали.